# Florent Barle
Florent Barle (Cavaillon, Provenza-Alpes-Costa Azul, 17 de enero de 1986) es un ciclista francés.
Debutó como profesional en 2011 en el equipo Cofidis, le Crédit en Ligne, en el que permaneció hasta la temporada 2013.

## Palmarés
2009
- 1 etapa del Tour de Gironde

2010
- Tour de los Pirineos[1]

## Resultados en Grandes Vueltas
| Carrera | Carrera         | 2011 | 2012  | 2013 |
| ------- | --------------- | ---- | ----- | ---- |
|         | Giro de Italia  | —    | —     | —    |
|         | Tour de Francia | —    | —     | —    |
|         | Vuelta a España | —    | 129.º | —    |

―: no participa
Ab.: abandono

## Equipos
- Cofidis (2011-2013)
  - Cofidis, le Crédit en Ligne (2011-2012)
  - Cofidis, Solutions Crédits (2013)